# Вейдерсы
Вейдерсы (с англ. Waders — «забродные штаны»), забродники — полукомбинезон для ловли рыбы вброд, который сделан из специального материала. Чаще всего данный вид экипировки используется мастерами ловли нахлыстом, однако вейдерсы нередко встречаются в арсенале спиннингистов, любителей матчевой ловли, охотников.
Своеобразное подобие вейдерсов, состоящих из прорезиненного материала, производилось лишь в военных целях. Множество любителей рыболовной ловли до сих пор применяют штаны из химзащиты для рыбалки, считая, что это является наилучшим средством для ловли вброд. Однако подобная экипировка обладает множеством недостатков: большая масса, ограниченный срок службы, данные штаны не пропускают воздух.
Наиболее популярны вейдерсы из мембранных тканей, которые имеют не только водоотталкивающие свойства, но и способность «дышать», так как мембраны выполнены таким образом, что способны не пропускать молекулы воды, однако выпускают меньшие по объему молекулы пара, что и образует «дышащий» эффект. Специалисты отмечают, что мембранных тканей разработано большое количество, каждая из которых отличается способностью не пропускать и выводить влагу, ряд из них способны эластично растягиваться в одном направлении.